# Igreja Evangélica Reformada Transcarpática
A Igreja Evangélica Reformada na Transcarpátia ou Igreja Evangélica Reformada Transcarpática  (IERT) - em húngaro Evangéliumi Református Egyház - é uma denominação protestante reformada na Ucrânia, formada em 2006, por igrejas que se separaram da Igreja Reformada Transcarpática.

## História
Na década de 2000, um grupo de pastores da Igreja Reformada Transcarpática início um movimento para exigir reformas na denominação.
Entre os pedidos estavam a restrição de batismos apenas para os novos membros, que professassem publicamente a sua fé cristã, bem como para os filhos dos membros.
Tal medida tinha o propósito de impedir o batismo de crianças de famílias que não fossem membros da igreja.
Além disso, o movimento de reforma tinha o objetivo de implantar a prática da confirmação, pela qual os membros batizados na infância deveriam professar publicamente sua fé cristã para participarem da comunhão.
Outra demanda do grupo era o abandono do episcopado e adoção do sistema de governo presbiteriano.
Em 2005, 18 pastores apresentam ao Sínodo da denominação o pedido para a implementar a confirmação na denominação.
Todavia, o pedido foi negado e alguns pastores foram impedidos de voltar as atividades litúrgicas.
Consequentemente, um grupo de igrejas e pastores se desligou da Igreja Reformada Transcarpática e formou uma nova denominacionais, chamada Igreja Evangélica Reformada Transcarpática, em 2006.
Desde então, a denominação se espalhou pela Transcarpátia, com igrejas em hu:Beregdéda, hu:Beregújfalu, hu:Mezőgecse, hu:Nagybakta e hu:Visk.

## Doutrina
A denominação subscreve o Credo dos Apóstolos, Catecismo de Heidelberg, Confissão de Fé de Westminster e Segunda Confissão de Fé Helvética.

## Relações inter eclesiásticas
A denominação tem relacionado de igreja-irmã com a Igreja Presbiteriana Reformada na Europa Central e Oriental.
Na década de 2010 teve relacionamento com as Igrejas Reformadas Libertadas, mas encerrou o relacionado em 2017, quando esta denominação passou a permitir a ordenação de mulheres.
Em 2021 a denominação iniciou contatos com as Igrejas Reformadas na Holanda (Restauradas).